# 義歯安定剤
義歯安定剤（ぎしあんていざい）とは、維持・安定が悪い義歯（入れ歯）を安定させるために、使用する製剤のこと。製剤の性状により数種に分類される。
維持安定の悪い義歯に対し用いる製剤で、粘着作用による義歯粘着剤と、密着性を向上させるホームリライナーがある。その必要性については議論が分かれる部分もあり、多くの歯科医師は適合のいい義歯を作成すれば必要がないと考えていたが、現在ではその利用が有効であるとの報告が増えてきている。日本補綴歯科学会のガイドラインでは不良な顎堤形態や口腔乾燥などの義歯使用に不利な口腔内状態の高齢者に対しては有効として推奨され、長期の使用による為害作用を防ぐために、歯科医師管理下で短期間の使用が望ましいとしている。
本来であれば薬理作用が期待されていないため、義歯安定剤でなく義歯安定材と呼ばれるべきであるが、安定剤という呼び名が一般的になっている。

## 分類
基本的な分類は変わらないが、報告により各タイプの呼び名は異なる。  	
- ホームリライナー[2]・クッションタイプ[2]・家庭用裏装剤[4] - 主に総義歯に用いられる。義歯と歯肉との隙間を埋めることにより、義歯の陰圧の回復、かたつきを減少させる効果がある。金属床は不適合とされる[4]。
  - ポリデント入れ歯安定剤
  - クッションコレクト
  - コレクトソフトA
  - 新ライオデント
  - タフグリップ
- 義歯粘着剤
  - クリームタイプ[2] - 主に粘着作用により義歯を安定させるものであるが、ペーストタイプと比較すると効果は弱いものの密着による義歯安定作用も期待できる。
    - 新ポリグリップS
    - 新ポリグリップ無添加
    - 新ポリグリップV
    - 新ポリグリップ プレミアムプラス 長時間安定＆噛む力EX
    - コレクトクリーム
    - タフグリップクリーム

  - テープタイプ[2]・シートタイプ[2] - 粘着作用により、義歯を安定させる。使用が簡便である。
    - シーボンド
    - シーボンドネオ
    - タッチコレクトII

  - パウダータイプ[2]・パウダータイプ - 主成分として用いられるものにカルボキシメチルセルロースのナトリウム塩、カラヤゴム、アラビアゴムなどがある。粘着作用により、義歯を安定させる[4]。
    - ポリグリップパウダー無添加
    - 新ファストン

## 問題点
不適合の義歯を連用すると、不均等な圧がかかるため顎骨が吸収されるという問題がある。かみ合わせ、適合が大きく狂っている義歯の本剤を用いての連用は避けることが望ましい。

### 亜鉛の含有
一部の義歯安定剤には亜鉛が用いられているが、2008年に過度の義歯安定剤の使用を行った場合にこの亜鉛により神経障害が発生する可能性を示唆する報告がなされた。2010年3月にはグラクソ・スミスクラインが「新ポリグリップEX」に含まれる亜鉛が健康被害を生じる可能性があるとして製造を中止し、全世界で自己回収を行った。同製品は日本国内シェア9%の商品であった。他の製品は亜鉛が含まれていないため回収対象外であった。

### 発癌性
使用者の自己判断による不適切な使用のため発生した刺激の増大が原因と考えられる、口腔底癌の発生報告もある。

### 細胞毒性
in vitroの実験で培養細胞に対する細胞毒性が報告されている。

### 衛生性
安定剤としての効果を優先するため、その接着力や持続性等のみを目的にした製品では、その結果口腔内が不潔になりやすいという問題点がある。